# تيد غارفين
تيد غارفين هو لاعب هوكي الجليد كندي، ولد في 20 أغسطس 1923 في سارنيا في كندا، وتوفي في 18 نوفمبر 1992.

## وصلات خارجية
- تيد غارفين على موقع EliteProspects.com (الإنجليزية)
- تيد غارفين على موقع HockeyDB.com (الإنجليزية)